# آرمن آتایان
آرمن آرشاکی آتایان (ارمنی: Արմեն Արշակի Աթայան؛ زاده ۲۱ مه ۱۹۲۲ - درگذشته ۸ آوریل ۲۰۲۱) نقاش اهل ارمنستان بود. وی عضو اتحادیه هنرمندان ارمنستان بود.

## زندگی‌نامه
وی در ۲۱ مه ۱۹۲۲ در ایروان به دنیا آمد. وی فرزند آرشاک آتایان بود. آتایان در سال ۱۹۴۱ از کالج دولتی هنرهای زیبای پانوس ترلمزیان و در سال ۱۹۵۲ از آکادمی دولتی هنرهای زیبای ارمنستان فارغ‌التحصیل گشت.  آتایان یک فرزند دختر به نام گایانه دارد. وی در پنجشنبه ۸ آوریل ۲۰۲۱ در سن ۹۸ سالگی درگذشت.

## آثار
- «Ամպամած օր. Սևան» (۱۹۵۳)
- «Աշունը Հայաստանի լեռներում» (۱۹۵۶)
- «Առագաստներ» (۱۹۶۳)
- «(Ամառային հովիկ» (۱۹۶۵، مجموعه خصوصی، (لندن):
- «Ձեռագործ անող կինը» (۱۹۷۲):
- «Ձեռագործուհին» (۱۹۷۳)، (⎘ نگارخانه ملی ارمنستان):
- «Ձմեռ» (۲۰۰۳)